# Liste der Staatsoberhäupter 221
Übersicht
◄◄ | ◄ | 217 | 218 | 219 | 220 | Liste der Staatsoberhäupter 221 | 222 | 223 | 224 | 225 | ► | ►►

Weitere Ereignisse

## Afrika
- Aksumitisches Reich
  - König: Azaba (ca. 230)

## Asien
- Armenien
  - König: Trdat II. (217–252)

- China
  - Norden
    - Kaiser: Cao Pi (220–226)

  - Südwesten
    - Kaiser: Liu Bei (221–223)

- Iberien (Kartlien)
  - König: ??? (217–233)

- Japan (Legendäre Kaiser)
  - Kaiserin: Jingū (200–269)

- Korea
  - Baekje
    - König: Gusu (214–234)

  - Gaya
    - König: Geodeung (199–259)

  - Goguryeo
    - König: Sansang (197–227)

  - Silla
    - König: Naehae (196–230)

- Kuschana
  - König: Kanischka II. (220–242)

- Partherreich
  - Schah (Großkönig): Vologaeses VI. (207–227)
  - Gegenkönig: Artabanos IV. (213–224)

## Europa
- Bosporanisches Reich
  - König: Rheskuporis II. (211/212–226/227)

- Römisches Reich
  - Kaiser: Elagabal (218–222)
    - Konsul: Gaius Vettius Gratus Sabinianus (221)
    - Konsul: Marcus Flavius Vitellius Seleucus (221)